# Campo di concentramento di Danica
Il campo di concentramento di Danica fu il primo campo di concentramento e di sterminio istituito nello Stato Indipendente di Croazia durante la seconda guerra mondiale.

## Storia
Fu istituito a Koprivnica nell'odierna Croazia il 15 o il 20 aprile 1941 nell'edificio abbandonato dell'ex fabbrica di fertilizzanti "Danica".
Mijo Babić partecipò ai preparativi per la creazione del campo. I primi detenuti arrivarono nel campo il 18 aprile 1941, mentre i primi gruppi arrivarono alla fine di aprile 1941.
Gli ebrei di Zagabria furono trasportati a Danica e Jadovno all'inizio del maggio 1941: i trasportati arrivati a Danica furono tutti uccisi entro il luglio 1941, mentre i trasportati a Jadovno furono tutti uccisi entro l'agosto 1941.
A giugno 1941 si contarono 2 000 detenuti a Danica, in maggioranza serbi, seguiti dai comunisti croati, dagli ebrei e romaní. Il numero di detenuti raggiunse le 5 000 unità, di cui 500 ebrei.
400 romaní furono trasportati al campo di Danica e alcuni furono giustiziati nel campo.
Il campo fu chiuso il 1º settembre 1942.

## Memoriale
Dal 1977 al 1981, l'area del campo fu trasformata in sito commemorativo ed è stato aperto un museo nelle ex stalle del complesso. Nel 2019 il sito commemorativo di Danica a Koprivnica è stato dichiarato bene culturale della Repubblica di Croazia. All'inizio del 2024, il museo rinnovato è stato inaugurato con uno spazio ampliato per mostre, eventi commemorativi e attività pedagogiche.